# اچ‌ام‌اس اریون (۱۹۱۰)
اچ‌ام‌اس اریون (۱۹۱۰) (به انگلیسی: HMS Orion (1910)) یک کشتی بود که طول آن ۵۸۱ فوت (۱۷۷ متر) بود. این کشتی در سال ۱۹۱۰ ساخته شد.